# Критика правления коммунистической партии
Действия правительств коммунистических государств подвергались критике по всему политическому спектру. По мнению критиков, правление коммунистических партий ведёт к тоталитаризму, политическим репрессиям, ограничениям прав человека, плохим экономическим показателям и культурной и художественной цензуре. Правление коммунистических партий особенно критиковалось антикоммунистами и правыми критиками, но также и другими социалистами, такими как анархисты, коммунисты, демократические социалисты, либертарные социалисты и марксисты. Правящие коммунистические партии также столкнулись с проблемой внутреннего несогласия.
Несколько авторов отметили разрыв между официальной политикой равенства и экономической справедливости и реальностью появления в коммунистических странах нового класса, который процветал за счёт остального населения. В Центральной и Восточной Европе работы диссидентов Вацлава Гавела и Александра Солженицына получили международную известность, как и работы разочарованных экс-коммунистов, таких как Милован Джилас, которые осуждали новую классовую или номенклатурную систему, возникшую под властью коммунистической партии. Основная критика также исходит от левых антисталинистов и других социалистов. Его социально-экономическая природа вызывает много споров, его называют то формой бюрократического коллективизма, то государственным капитализмом, то государственным социализмом, то совершенно уникальным способом производства.
Правление коммунистических партий критиковалось как авторитарное или тоталитарное за подавление и физическое устранение политических диссидентов и целых социальных классов (так называемых «врагов народа»), религиозные преследования, этнические чистки, принудительную коллективизацию и использование принудительного труда в концентрационных лагерях. Коммунистические партии также обвинялись в актах геноцида в Камбодже, Китае, Польше и Украине,й хотя среди учёных нет единого мнения, и это зависит от используемого определения геноцида. Западная критика коммунистического правления была также основана на критике социализма экономистами, такими как Фридрих Хайек и Милтон Фридман, которые утверждали, что государственная собственность и плановая экономика, характерные для коммунистического правления, были причиной экономической стагнации и дефицита экономики, предоставляя мало стимулов для людей, чтобы повысить производительность и заняться предпринимательством. Антисталинистские левые и другие левые критики видят в нём пример государственного капитализма и называют его «красным фашизмом», противоречащим философии левых. Другие левые, в том числе марксисты-ленинисты, критикуют его за репрессивные действия государства, признавая при этом определённые достижения, такие как эгалитарные достижения и модернизация в таких государствах. Встречная критика разнообразна, в том числе и мнение, что она представляет собой предвзятый или преувеличенный антикоммунистический нарратив. Некоторые учёные предлагают более детальный анализ правления коммунистической партии.
Избыточная смертность при правлении коммунистической партии обсуждалась как часть критического анализа правления коммунистической партии. По словам Клас-Йорана Карлссона, обсуждение числа жертв правления коммунистической партии было «чрезвычайно обширным и идеологически предвзятым». Любая попытка оценить общее количество убийств при правлении коммунистической партии во многом зависит от определений, варьирующихся от 10—20 миллионов до 110 миллионов. Критика некоторых оценок в основном сосредоточена на трёх аспектах, а именно:
1. оценки основаны на разреженных и неполных данных, когда существенные ошибки неизбежны;
2. цифры искажены в сторону более высоких возможных значений;
3. погибшие на войне и жертвы гражданских войн, Голодомора и других голодов при правлении коммунистической партии не должны учитываться.[33][34][35][36][37][38]

## Предпосылки и обзор
После революции 1917 года в России правление коммунистической партии впервые было установлено в Советской России (впоследствии крупнейшей республике Союза Советских Социалистических Республик, образованного в 1922 году) и немедленно подверглось критике как внутри страны, так и за рубежом. Во время первой «красной угрозы» в США захват власти в России большевиками многими считался угрозой свободному рынку, свободе вероисповедания и либеральной демократии во всём мире. Между тем, Российской коммунистической партией (большевиков), единственной партией, разрешённой в СССР, государственные институты были тесно связаны с институтами партии. К концу 1920-х годов Иосиф Сталин укрепил контроль коммунистического режима над экономикой и обществом страны с помощью системы экономического планирования и пятилетних планов.
В период между российской революцией и Второй мировой войной коммунистическое правление советского образца распространилось только на одно государство, которое позже не вошло в состав Советского Союза — Монголии, традиционном форпосте российского влияния, граничащем с сибирским регионом. Однако в большей части Европы и Америки критика внутренней и внешней политики советского режима со стороны антикоммунистов продолжалась. После окончания Второй мировой войны Советский Союз взял под свой контроль территории, освобождённые Красной армией от фашизма, создав то, что позже стало известно как Восточный блок. В 1949 году, после победы коммунистов в гражданской войне, под руководством Коммунистической партии Китая была провозглашена Китайская Народная Республика.
Между установлением коммунистического режима в Китае и последней четвертью XX века коммунистическое правление распространилось по всей Восточной Азии и большей части третьего мира, а новые коммунистические государства стали предметом обширной местной и международной критики. Критика Советского Союза и коммунистических режимов стран третьего мира была сильно привязана к учению о тоталитаризме, которое утверждает, что коммунистические партии удерживают свою власть без согласия граждан и правят с помощью политических репрессий, тайной полиции, пропаганды, распространяемой через контролируемые государством СМИ, подавления свободной дискуссии и критики, массовой слежки и государственного террора. Эти исследования тоталитаризма повлияли на западную историографию коммунизма и истории СССР, особенно на работы Роберта Конквеста и Ричарда Пайпса о сталинизме, Большом терроре, ГУЛАГе и советском голоде 1932—1933 годов.

## Области критики
Критика коммунистических режимов касалась многих тем, включая их влияние на экономическое развитие, права человека, внешнюю политику, научный прогресс и ухудшение состояния окружающей среды в странах, которыми они управляют.
Политические репрессии являются темой многих влиятельных работ, критикующих коммунистическое правление, включая исследования Роберта Конквеста о «Большом терроре» и голоде 1932—1933 годов в «Жатве скорби»; Рассказ Ричарда Пайпса о «красном терроре» во время Гражданской войны в России; Работа Рудольфа Руммеля о «демоциде»; Рассказ Александра Солженицына о сталинских исправительно-трудовых лагерях в Архипелаге ГУЛАГ; и рассказ Стефана Куртуа о казнях, принудительных трудовых лагерях и массовом голоде при коммунистических режимах как общей категории, с особым вниманием к Советскому Союзу при Иосифе Сталине и Китаю при Мао Цзэдуне[прояснить].
Централизованное планирование в советском стиле и государственная собственность на средства производства были ещё одной темой критики коммунистического правления. В работах таких экономистов, как Фридрих Хайек и Милтон Фридман, утверждается, что экономические структуры, связанные с коммунистическим правлением, привели к экономической стагнации. Другие темы критики коммунистического правления включают внешнюю политику экспансионизма, деградацию окружающей среды и подавление свободного культурного самовыражения.

### Художественная, научная и технологическая политика
Критика коммунистического правления также сосредоточена на цензуре искусства. В случае Советского Союза эта критика часто связана с преференциальным отношением к социалистическому реализму. Другая критика сосредоточена на крупномасштабных культурных экспериментах определённых коммунистических режимов. В Румынии исторический центр Бухареста был снесён, а весь город был реконструирован в период с 1977 по 1989 год. В Советском Союзе сотни церквей были снесены или переоборудованы под светские цели в течение 1920-х и 1930-х годов. В Китае Культурная революция стремилась придать любому художественному выражению «пролетарское» содержание и уничтожила гораздо более старые материалы, в которых этого не было. Сторонники этой политики обещали создать новую культуру, которая будет превосходить старую, в то время как критики утверждают, что такая политика представляет собой неоправданное разрушение культурного наследия человечества.
Существует известная литература, посвящённая роли фальсификации изображений в Советском Союзе при Сталине. В книге «Исчезает комиссар: фальсификация фотографий в сталинской России» Дэвид Кинг пишет: «В сталинские годы произошло столько фальсификаций, что можно рассказать историю советской эпохи с помощью ретушированных фотографий». При Сталине исторические документы часто подвергались ревизионизму и подделке, чтобы изменить общественное восприятие определённых важных людей и событий. Ключевая роль Льва Троцкого в российской революции и гражданской войне была почти полностью стёрта из официальных исторических записей после того, как Троцкий стал лидером коммунистической фракции, выступавшей против правления Сталина.
Акцент Советского Союза на «точных науках» подвергался критике. Лауреатов Нобелевской премии из коммунистических стран было очень мало. Советские исследования в определённых науках временами руководствовались политическими, а не научными соображениями. «Лысенковщина» и яфетическая теория продвигались в течение коротких периодов времени в биологии и лингвистике соответственно, несмотря на отсутствие научных достоинств. Исследования в области генетики были ограничены, поскольку использование нацистами евгеники побудило Советский Союз называть генетику «фашистской наукой». Также в СССР был установлен контроль над кибернетикой, психологией, психиатрией и органической химией.
Советские технологии во многих отраслях отставали от западных. Исключения составляют такие области, как советская космическая программа и военные технологии, где иногда коммунистические технологии были более продвинутыми из-за массовой концентрации исследовательских ресурсов. По данным Центрального разведывательного управления США, большая часть технологий в коммунистических государствах состояла просто из копий западных продуктов, которые были куплены на законных основаниях или получены в результате масштабной шпионской программы. Некоторые даже утверждают, что ужесточение западного контроля за экспортом технологий через Координационный комитет по экспортному контролю и предоставление дефектных технологий коммунистическим агентам после обнаружения досье Farewell способствовало падению коммунизма.

### Экономическая политика
|           | Ханин | Бергсон/ЦРУ | ЦСУ  |
| 1928—1980 | 3.3   | 4.3         | 8.8  |
| 1928—1941 | 2.9   | 5.8         | 13.9 |
| 1950-е    | 6.9   | 6.0         | 10.1 |
| 1960-е    | 4.2   | 5.2         | 7.1  |
| 1970-е    | 2.0   | 3.7         | 5.3  |
| 1980—1985 | 0.6   | 2.0         | 3.2  |

И критики, и сторонники коммунистического правления часто сравнивают экономическое развитие стран, находящихся под коммунистическим правлением, и некоммунистических стран, стремясь к тому, чтобы одни экономические структуры превосходили другие. Все такие сравнения могут быть оспорены как с точки зрения сопоставимости участвующих государств, так и с точки зрения статистики, используемой для сравнения. Нет двух одинаковых стран, что затрудняет сравнение более позднего экономического развития; Западная Европа была более развитой и индустриализированной, чем Восточная Европа задолго до холодной войны; Вторая мировая война нанесла больше ущерба экономике одних стран, чем других; и Восточная Германия демонтировала большую часть своей промышленности и переехала в Советский Союз за военные репарации.
Сторонники экономического планирования в советском стиле утверждали, что в некоторых случаях система приводила к значительным успехам, включая быструю индустриализацию Советского Союза, особенно в 1930-е годы. Критики советского экономического планирования в ответ утверждают, что новое исследование показывает, что советские цифры были частично сфабрикованы, особенно те, которые показывали чрезвычайно высокий рост в сталинскую эпоху. Рост был высоким в 1950-х и 1960-х годах, по некоторым оценкам, намного выше, чем в 1930-х годах, но позже снизился и, по некоторым оценкам, стал отрицательным в конце 1980-х годов. До коллективизации Россия была «житницей Европы». Впоследствии Советский Союз стал нетто-импортёром зерна, не имея возможности производить достаточно еды, чтобы прокормить собственное население.
Китай и Вьетнам достигли гораздо более высоких темпов роста после проведения рыночных реформ, таких как социализм с китайской спецификой, начиная с конца 1970-х и 1980-х годов, когда более высокие темпы роста сопровождались сокращением бедности. Коммунистические государства не идут ни в какое сравнение с нациями, разделёнными холодной войной. Северная Корея против Южной Кореи; и Восточная Германия против Западной Германии. Производительность в Восточной Германии по сравнению с производительностью в Западной Германии составляла около 90 процентов в 1936 году и около 60—65 процентов в 1954 году. По сравнению с Западной Европой производительность в Восточной Германии упала с 67 процентов в 1950 году до 50 процентов до объединения в 1990 году. Производительность всех стран Восточной Европы была намного ниже, чем в среднем по Западной Европе.
Некоторые коммунистические страны с социалистической экономикой поддерживали стабильно более высокие темпы экономического роста, чем промышленно развитые страны Запада с капиталистической экономикой. С 1928 по 1985 год экономика Советского Союза выросла в 10 раз, а ВНП на душу населения вырос более чем в пять раз. Советская экономика вначале составляла примерно 25 процентов от размера экономики Соединённых Штатов. К 1955 году он поднялся до 40 процентов. В 1965 году советская экономика достигла 50 % современной экономики Соединённых Штатов, а в 1977 году она превысила 60-процентный порог. В течение первой половины холодной войны большинство экономистов задавалось вопросом, когда, а не если, советская экономика обгонит экономику Соединённых Штатов. Начиная с 1970-х и продолжаясь до 1980-х годов, темпы роста в Советском Союзе и во всем социалистическом блоке замедлились. Причины этого спада до сих пор являются предметом споров среди экономистов, но одна из гипотез заключается в том, что социалистические плановые экономики достигли пределов экстенсивной модели роста, которой они придерживались, и спад, по крайней мере частично, был вызван их отказом или неспособностью перейти к интенсивному росту. Кроме того, можно утверждать, что, поскольку экономика таких стран, как Россия, была доиндустриальной до социалистических революций, высокие темпы экономического роста можно отнести к индустриализации. Кроме того, хотя формы экономического роста, связанные с любой экономической структурой, приводят к появлению победителей и проигравших, некоторые отмечают, что высокие темпы роста при коммунистическом правлении были связаны с особенно сильными страданиями и даже массовым голодом крестьянского населения.
В отличие от медленных рыночных реформ в Китае и Вьетнаме, где продолжается коммунистическое правление, за резким прекращением централизованного планирования последовала депрессия во многих государствах бывшего Советского Союза и Восточной Европы, которые решили принять так называемую шоковую экономическую терапию. Например, в Российской Федерации ВВП на душу населения снизился на одну треть в период с 1989 по 1996 год. По состоянию на 2003 год все они имели положительный экономический рост и почти все имели более высокий ВВП на душу населения, чем до перехода. В целом, критики коммунистического правления утверждают, что социалистические экономики оставались позади промышленно развитого Запада в плане экономического развития на протяжении большей части своего существования, в то время как другие утверждают, что социалистические экономики имели темпы роста, которые иногда были выше, чем у многих несоциалистических экономик, поэтому они в конечном итоге догнали бы Запад, если бы эти темпы роста сохранялись. Некоторые вообще отвергают все сравнения, отмечая, что коммунистические государства начинали с экономики, которая в целом была гораздо менее развитой с самого начала.

### Политика, касающаяся окружающей среды

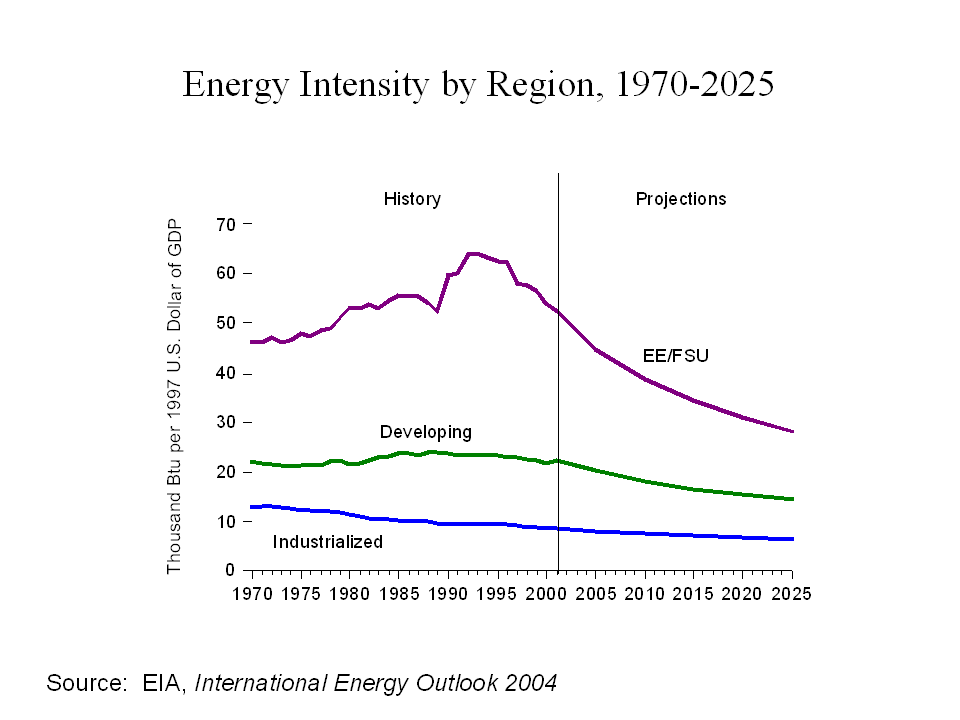
По данным Министерства энергетики США, коммунистические государства поддерживали гораздо более высокий уровень энергоёмкости, чем западные страны или страны третьего мира, по крайней мере, после 1970 года, поэтому энергоёмкое развитие могло быть разумным, поскольку Советский Союз был экспортёром нефти, а Китай имеет огромные запасы угля

Критика коммунистического правления включает в себя акцент на экологических катастрофах. Одним из примеров является постепенное исчезновение Аральского моря и аналогичное уменьшение количества Каспийского моря из-за отвода рек, которые их питали. Другой пример — это загрязнение Чёрного и Балтийского морей и уникальной пресноводной среды озера Байкал. Многие реки были загрязнены, а некоторые, например реки Висла и Одер в Польше, были практически экологически мёртвыми. Более 70 процентов поверхностных вод в Советском Союзе были загрязнены. В 1988 году только 30 процентов сточных вод в Советском Союзе очищалось должным образом. В 1988 году установленные санитарные нормы в отношении загрязнения воздуха были превышены в десять и более раз в 103 городах Советского Союза. Проблема загрязнения воздуха была ещё более серьёзной в Восточной Европе. Это привело к быстрому росту рака лёгких, вымиранию лесов и повреждению зданий и культурного наследия. Согласно официальным источникам, 58 процентов всех сельскохозяйственных земель бывшего Советского Союза были затронуты засолением, эрозией, кислотностью или заболачиванием. Ядерные отходы сбрасывались в Японское море, Северный Ледовитый океан и на Дальний Восток. В 1992 году выяснилось, что в городе Москве 636 полигонов радиоактивных токсичных отходов и 1500 в Санкт-Петербурге.
По данным Министерства энергетики США, социалистические экономики также поддерживали гораздо более высокий уровень энергоёмкости, чем западные страны или страны третьего мира. Этот анализ подтверждается Институтом экономических вопросов, при этом Михаил Бернштам заявляет, что в странах Восточного блока энергоёмкость в два-три раза выше, чем в странах Запада. Некоторые видят, что вышеупомянутые примеры деградации окружающей среды похожи на то, что имело место в западных капиталистических странах на пике их стремления к индустриализации в 19 веке. Другие утверждают, что коммунистические режимы причинили больший ущерб, чем в среднем, в первую очередь из-за отсутствия какого-либо общественного или политического давления на исследования экологически безопасных технологий.
Некоторые экологические проблемы не ослабевают после распада Советского Союза и остаются серьёзными проблемами сегодня, что побудило сторонников бывших правящих коммунистических партий обвинить своих противников в применении двойных стандартов. Тем не менее, другие экологические проблемы улучшились во всех изученных бывших коммунистических государствах. Однако некоторые исследователи утверждали, что отчасти улучшение было в значительной степени связано с серьёзным экономическим спадом в 1990-х годах, который привёл к закрытию многих заводов.

### Принудительный труд и депортации
В ряде коммунистических государств принудительный труд также являлся законной формой наказания в определённые периоды времени. Критики этой политики утверждают, что многие из приговорённых к принудительному труду в лагерях, таких как ГУЛАГ, были отправлены туда по политическим, а не уголовным причинам. Некоторые лагеря системы ГУЛАГ находились в очень суровых условиях, например, в Сибири, что приводило к значительной смертности среди заключённых ещё до отбытия ими срока наказания. Официально ГУЛАГ был упразднён в 1960 году, хотя де-факто его структуры ещё некоторое время продолжали работу. Сегодня власти КНДР продолжают поддерживать сеть тюрем и трудовых лагерей, в которых содержится около 200 тыс. человек. Хотя в стране не проводятся регулярные депортации граждан, существует система внутренней ссылки и изгнания.
Многие смерти были также вызваны недобровольной депортацией целых этнических групп в рамках депортации народов в СССР. Многие военнопленные, взятые во время Второй мировой войны, не были освобождены, поскольку война закончилась и погибли в ГУЛАГах. Многие мирные жители Германии погибли в результате зверств, совершённых советской армией во время эвакуации Восточной Пруссии) и в результате политики этнической чистки немцев с территорий, которые они потеряли в результате войны, во время изгнания немцев после Второй мировой войны.

### Свобода передвижения

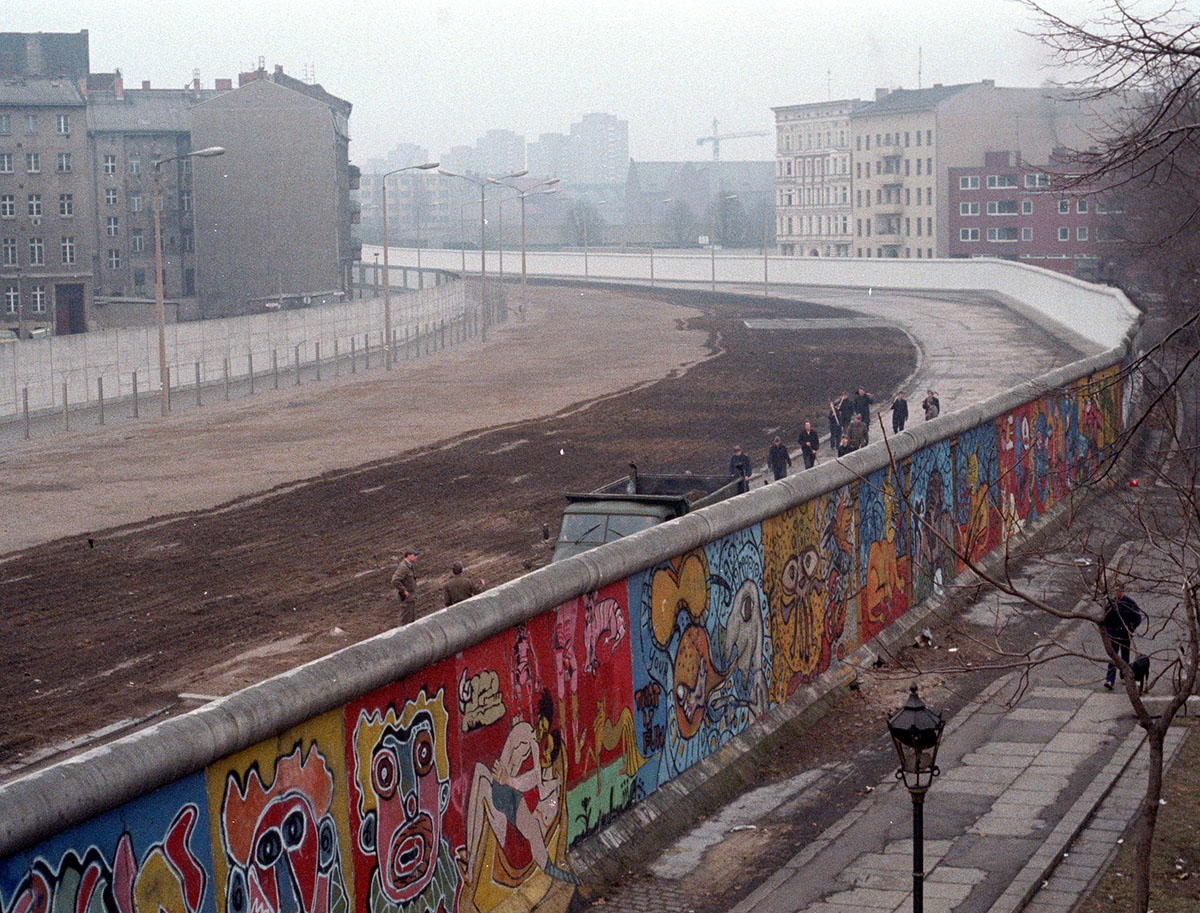
Берлинская стена была построена в 1961 году, чтобы остановить эмиграцию из Восточного Берлина в Западный, и на последнем этапе строительства стены «полоса смерти» между забором и бетонной стеной давала охранникам чёткий прицел на потенциальных беглецов с Востока.

В литературе о коммунистических режимах многие антикоммунисты утверждали, что коммунистические режимы имеют тенденцию вводить жёсткие ограничения на свободу передвижения. Эти ограничения, как они утверждают, предназначены для предотвращения возможности массовой эмиграции, которая грозит предоставить доказательства, указывающие на широко распространённое народное недовольство их правлением.
Между 1950 и 1961 годами 2,75 миллиона восточных немцев переехали в Западную Германию. Во время Венгерской революции 1956 года около 200 тысяч человек переехали в Австрию, поскольку венгерско-австрийская граница временно открылась. С 1948 по 1953 годы сотни тысяч северокорейцев переехали на юг, остановившись только после того, как эмиграция была подавлена северо-корейскими властями после Корейской войны.
В период с 1959 по 1961 год после кубинской революции и развала кубинско-американских отношений с Кубы уехало 50 000 кубинцев из среднего класса. После периода репрессивных мер кубинского правительства в конце 1960-х и 1970-х годов, Куба разрешила массовую эмиграцию недовольных граждан, эта политика привела к «Мариэльскому шлюпочному подъёму» 1980 года, что привело к снижению уровня эмиграции в последующие месяцы. В 1990-х годах экономический кризис, известный как особый период, в сочетании с ужесточением эмбарго Соединёнными Штатами привели к отчаянным попыткам покинуть остров на бальзах (плотах, шинах и самодельных судах). Многие кубинцы в настоящее время продолжают попытки эмигрировать в Соединённые Штаты. Всего, по некоторым оценкам, Кубу покинули более 1 миллиона человек, что составляет около 10 % населения. В период с 1971 по 1998 год 547 000 кубинцев эмигрировали в Соединённые Штаты вместе с 700 000 соседних доминиканцев, 335 000 гаитян и 485 000 ямайцев. С 1966 года иммиграция в Соединённые Штаты регулировалась Кубинским законом о корректировке 1966 года, законом Соединённых Штатов, который применяется исключительно к кубинцам. Постановление позволяет любому гражданину Кубы, независимо от способа въезда в Соединённые Штаты, получить грин-карту после пребывания в стране в течение года. Гавана давно утверждала, что эта политика поощряет незаконную массовую эмиграцию, сознательно игнорируя и недооценивая опасные для жизни невзгоды, которым подвергаются беженцы.
После победы коммунистического Севера во Вьетнамской войне более 2 миллионов человек на бывшей территории Южного Вьетнама покинули страну (см. Люди в лодках) в 1970-х и 1980-х годах. Ещё одна большая группа беженцев покинула Камбоджу и Лаос. Ограничения на эмиграцию из государств, управляемых коммунистическими партиями, получили широкую огласку. На Западе Берлинская стена стала символом таких ограничений. За время существования Берлинской стены шестьдесят тысяч человек безуспешно пытались нелегально эмигрировать из Восточной Германии и получили за такие действия тюремные сроки; было около пяти тысяч успешных побегов в Западный Берлин; и 239 человек погибли при попытке пересечь границу. Албания и Северная Корея, возможно, ввели самые жёсткие ограничения на эмиграцию. Из большинства других коммунистических режимов легальная эмиграция всегда была возможна, хотя часто настолько сложна, что пытающиеся эмигранты рисковали своей жизнью, чтобы эмигрировать. Некоторые из этих штатов значительно ослабили законы об эмиграции с 1960-х годов. Десятки тысяч советских граждан легально эмигрировали ежегодно в 1970-е годы.

### Идеология

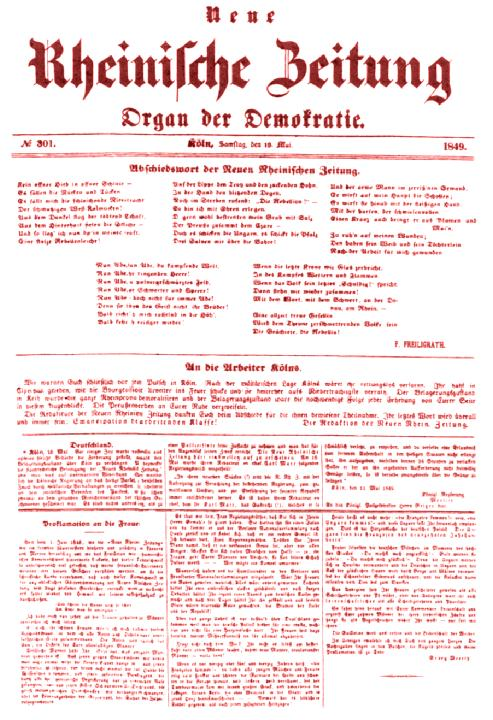
Последний номер Фридриха Энгельса журнала Карла Маркса Neue Rheinische Zeitung от 19 мая 1849 года, напечатанный красными чернилами, цитируется некоторыми, такими как историк литературы Джордж Уотсон, в качестве доказательства того, что действия правления коммунистической партии были связаны с идеологией, хотя этот анализ подвергался критике со стороны других учёных

Согласно Клас-Йорану Карлссону, «идеологии — это системы идей, которые не могут совершать преступления самостоятельно. Однако отдельные лица, коллективы и государства, которые считали себя коммунистами, совершали преступления во имя коммунистической идеологии или не называя коммунизм прямым источником мотивации своих преступлений». Такие авторы, как Дэниэл Голдхаген, Джон Грей, Ричард Пайпс и Рудольф Руммель рассматривают идеологию коммунизма как значительный или хотя бы частичный причинный фактор в событиях при правлении коммунистической партии. В «Чёрной книге коммунизма» утверждается связь между коммунизмом и преступностью, утверждая, что «коммунистические режимы […] превратили массовую преступность в полноценную систему управления», добавив при этом, что эта преступность лежит на уровне идеологии, а не государственной практики. С другой стороны, Бенджамин Валентино не видит связи между коммунизмом и массовыми убийствами, утверждая, что убийства происходят, когда власть находится в руках одного человека или небольшого числа людей, когда «влиятельные группы приходят к убеждению, что это лучшее доступное средство для достижения определённых радикальных целей, противодействия конкретным видам угроз или решения сложной военной проблемы», или существует «революционное желание осуществить быструю и радикальную трансформацию общества».
Кристофер Дж. Финлей утверждает, что марксизм узаконивает насилие без каких-либо чётких ограничивающих принципов, потому что он отвергает моральные и этические нормы как конструкты господствующего класса, и заявляет, что «вполне мыслимо, чтобы революционеры совершали жестокие преступления в процессе установления социалистической системы, полагая, что их преступления будут задним числом оправданы новой системой этики, созданной пролетариатом». По словам Рустама Сингха, Карл Маркс намекал на возможность мирной революции, но он подчёркивал необходимость насильственной революции и «революционного террора» после неудавшихся революций 1848 года. По словам Жака Семелина, «коммунистические системы, возникшие в двадцатом веке, в конечном итоге уничтожили своё население, но не потому, что планировали уничтожить его как таковое, а потому, что стремились перестроить „социальное тело“ сверху донизу, даже если это означало его очищение и перекраивание в соответствии с их новым прометеевским политическим воображением».
Дэниел Чирот и Кларк Макколи пишут, что, особенно в Советском Союзе Сталина, Китае Мао и Камбодже Пол Пота, фанатичная уверенность в том, что социализм можно заставить работать, мотивировала коммунистических лидеров в «безжалостной дегуманизации своих врагов, которых можно было подавить, потому что они были „объективно“ и „исторически“ неправильными. Более того, если события не развивались так, как предполагалось, то это было потому, что классовые враги, иностранные шпионы и саботажники или, что хуже всего, внутренние предатели разрушали план. Ни при каких обстоятельствах нельзя было допустить, что это видение могло быть неосуществимым, потому что это означало капитуляцию перед силами реакции». Майкл Манн пишет, что члены коммунистической партии были «идеологически настроены, считая, что для создания нового социалистического общества они должны руководить социалистическим рвением. Убийства часто были популярны, рядовые люди так же стремились превысить квоты на убийства, как и квоты производства».

### Международная политика и отношения

#### Империализм
Как идеология марксизм-ленинизм подчёркивает воинственную оппозицию империализму. Ленин считал империализм «высшей стадией капитализма» и в 1917 году провозгласил безусловное право на самоопределение и сецессию национальных меньшинств России. Во время холодной войны коммунистические государства обвинялись или критиковались за осуществление империализма путём оказания военной помощи и в некоторых случаях прямого вмешательства от имени коммунистических движений, которые боролись за контроль, особенно в Азии и Африке.
Западные критики обвиняли Советский Союз и Китайскую Народную Республику в том, что они сами исповедуют империализм, а коммунистические осуждения западного империализма — лицемерными. Нападение на страны, находившиеся под властью царской империи, но ненадолго образовавшие новые независимые государства после Гражданской войны в России (включая Армению, Грузию и Азербайджан), и восстановление контроля Москвы над ними были осуждены как примеры советского империализма. Точно так же насильственное восстановление Сталиным господства Москвы над странами Балтии во Второй мировой войне было осуждено как советский империализм. Западные критики обвинили Сталина в создании государств-сателлитов в Восточной Европе после окончания Второй мировой войны. Западные критики также осудили вмешательство советских войск во время Венгерской революции 1956 года, Пражской весны и войны в Афганистане как агрессию против народных восстаний. Маоисты утверждали, что Советский Союз сам стал империалистической державой, сохранив при этом социалистический фасад (социал-империализм). Восстановление Китаем централизованного контроля над территориями на границах династии Цин, особенно Тибетом, также было осуждено некоторыми критиками как империалистическое.

#### Поддержка терроризма
Некоторые коммунистические государства подвергались критике за прямую поддержку террористических группировок, таких как Народный фронт освобождения Палестины, Фракция Красной армии и Японская Красная армия. Северная Корея была замешана в террористических актах, таких как рейс 858 Korean Air.

#### Вторая Мировая Война
По словам Ричарда Пайпса, Советский Союз разделяет некоторую ответственность за Вторую мировую войну. Пайпс утверждает, что и Адольф Гитлер, и Бенито Муссолини использовали Советский Союз в качестве модели для своих собственных режимов и что Гитлер в частном порядке считал Сталина «гением». По словам Пайпса, Сталин в частном порядке надеялся, что новая мировая война ослабит его внешних врагов и позволит ему утвердить Советскую власть на международном уровне. Перед тем, как Гитлер пришёл к власти, Сталин разрешил испытания и производство немецкого оружия, запрещённого Версальским договором, на советской территории. Сталина также обвиняют в ослаблении немецкой оппозиции нацистам перед началом правления Гитлера в 1933 году. Например, во время немецких выборов 1932 года он запретил немецким коммунистам сотрудничать с социал-демократами. Эти партии вместе набрали больше голосов, чем Гитлер, и некоторые позже предположили, что это могло помешать ему стать канцлером.

### Лидерство
Профессор Мэтью Крейн утверждает, что многие учёные указывали на революции и гражданские войны как на возможность получения власти радикальных лидеров и идеологий, а также на предпосылки для массовых убийств со стороны государства. Профессор Нам Кю Ким пишет, что исключительные идеологии имеют решающее значение для объяснения массовых убийств, но организационные возможности и индивидуальные характеристики революционных лидеров, включая их отношение к риску и насилию, также важны. Помимо того, что революции открывают перед новыми лидерами политические возможности для устранения своих политических оппонентов, они приводят к власти лидеров, которые более склонны к совершению крупномасштабного насилия против гражданского населения с целью легитимизации и укрепления собственной власти. Исследователь геноцида Адам Джонс заявляет, что Гражданская война в России очень повлияла на появление таких лидеров, как Сталин, и приучила людей к «жёсткости, жестокости, террору». Мартин Малиа назвал «жёсткую обусловленность» двух мировых войн важной для понимания коммунистического насилия, но не его источником.
Историк Хелен Раппапорт описывает Николая Ежова, бюрократа, возглавлявшего НКВД во время Большого террора, как физически миниатюрную фигуру с «ограниченным интеллектом» и «узким политическим пониманием». […] Как и другие зачинщики массовых убийств на протяжении всей истории, [он] компенсировал недостаток физического роста патологической жестокостью и применением жестокого террора". Российский и всемирный историк Джон М. Томпсон возлагает личную ответственность непосредственно на Сталина. По словам Томпсона, «многое из того, что произошло, имеет смысл только в том случае, если оно частично проистекает из нарушенного менталитета, патологической жестокости и крайней паранойи самого Сталина. Неуверенный в себе, несмотря на установление диктатуры над партией и страной, враждебный и оборонительный, когда сталкивался с критикой излишеств коллективизации и жертв, требуемых высокотемповой индустриализацией, и глубоко подозрительный в том, что прошлые, настоящие и даже ещё неизвестные будущие противники замышляют против него, Сталин начал вести себя как человек, осаждённый. Вскоре он нанёс ответный удар по врагам, реальным или воображаемым». Профессора Пабло Монтаньес и Стефан Вольтон утверждают, что чистки в Советском Союзе и Китае можно объяснить «персоналистским» руководством Сталина и Мао, которые были заинтересованы в том, чтобы контролировать аппарат безопасности, используемый для проведения чисток, и контролировать назначение замен для тех, кто подвергался чисткам. Словенский философ Славой Жижек приписывает Мао, якобы, рассматривая человеческую жизнь как одноразовую вещь, с «космической точки зрения» Мао на человечество.

### Массовые убийства
Многие массовые убийства произошли при коммунистических режимах 20-го века. Оценки смертности сильно различаются в зависимости от включённых определений смерти. Более высокие оценки массовых убийств относятся к преступлениям против гражданского населения, совершаемым правительствами, включая казни, уничтожение населения в результате искусственного голода и смерти во время принудительных депортаций, тюремного заключения и принудительного труда. Термины, используемые для определения этих убийств, включают «массовые убийства», «демоцид», «политицид», «классицид» и широкое определение «геноцида».
Такие учёные, как Стефан Куртуа, Стивен Роузфилд, Рудольф Руммель и Бенджамин Валентино утверждали, что коммунистические режимы несут ответственность за десятки или даже сотни миллионов смертей. Эти смерти в основном произошли во время правления Сталина и Мао, поэтому именно этим периодам коммунистического правления в Советской России и Китае уделяется значительное внимание в «Чёрной книге коммунизма», хотя другие коммунистические режимы также были причиной большого количества смертей, не в последнюю очередь это касается режима «красных кхмеров» в Камбодже, который, как часто утверждают, убил больше своих граждан, чем любой другой в истории. Эти отчёты часто делят свои оценки числа погибших на две категории: казни людей, приговорённых к смертной казни по различным обвинениям, или смерти, произошедшие в тюрьме; и смерти, которые не были напрямую вызваны режимом, поскольку указанные люди не были казнены и не умерли в тюрьме, но считаются умершими в результате политики государства или коммунистической партии. Эти учёные утверждают, что большинство жертв коммунистического правления попадали в эту категорию, которая часто является предметом значительных споров.
В большинстве коммунистических государств смертная казнь была юридической формой наказания на протяжении большей части их существования, за некоторыми исключениями. Хотя Советский Союз официально отменил смертную казнь в период с 1947 по 1950 год, критики утверждают, что это никак не повлияло на пресечение казней и актов геноцида. Критики также утверждают, что многие из осуждённых, казнённых властями при коммунистическом режиме, были не преступниками, а политическими диссидентами. Сталинский Большой террор в конце 1930-х годов (примерно с 1936 по 1938 годы) приводится как наиболее яркий пример гипотезы. Что касается смертей, не вызванных непосредственно государственными или партийными властями, Чёрная книга коммунизма указывает на голод и войну как на косвенные причины того, что они считают смертью, за которую несут ответственность коммунистические режимы. В этом смысле советский голод 1932—1933 годов и «Большой скачок» часто называют искусственным голодом. Одни только эти два события привели к гибели большинства людей, которых, по таким оценкам, как Куртуа, считали жертвами коммунистических государств. Куртуа также обвиняет режим Менгисту Хайле Мариама в обострении голода 1983—1985 годов в Эфиопии, возложив на население необоснованное политическое и экономическое бремя.

#### Оценки
Авторы «Чёрной книги коммунизма», Норман Дэвис, Руммель и другие пытались дать оценки общего числа смертей, за которые ответственно коммунистическое правление конкретного государства в конкретный период, или общего числа смертей для всех государств под коммунистическим правлением. Вопрос усложняется отсутствием достоверных данных и предвзятостью, присущей любой оценке. Число людей, убитых при Сталине в Советском Союзе к 1939 г., оценивается Джеффри Понтоном в 3,5-8 млн человек, 6,6 млн — В. В. Цаплиным и 10-11 млн человек — Алеком Ноувом. Число людей, убитых при Сталине к моменту его смерти в 1953 году, оценивается Стивеном Уиткрофтом в 1-3 миллиона, 6-9 миллионов Тимоти Д. Снайдером, 13-20 миллионов Роузфилдом, 20 миллионов по Куртуа и Мартину Малиа, от 20 до 25 миллионов по Александру Яковлеву, 43 миллиона по Руммелю и 50 миллионов по Дэвису. Число людей, убитых при правлении Мао в Китайской Народной Республике, оценивается Ван Вэйчжи в 19,5 миллионов, 27 миллионов — Джоном Хайденрихом, между 38 и 67 миллионами — Куртом Глейзером и Стефаном Поссони, от 32 до 59 миллионов у Роберта Л. Уокера, более 50 миллионов у Роузфилда, 65 миллионов у Кортуа и Малии, более 70 миллионов у Джона Халлидея и Юн Чжан в «Неизвестный Мао» и 77 миллионов у Руммеля.
Авторы «Чёрной книги коммунизма» также подсчитали, что при коммунистическом правлении в других государствах было убито 9,3 миллиона человек: 2 миллиона в Северной Корее, 2 миллиона в Камбодже, 1,7 миллиона в Африке, 1,5 миллиона в Афганистане, 1 миллион во Вьетнаме, 1 миллион в Восточной Европе и 150 000 в Латинской Америке. Руммель подсчитал, что 1,7 миллиона человек были убиты правительством Вьетнама, 1,6 миллиона — в Северной Корее (не считая голода 1990-х годов), 2 миллиона — в Камбодже и 2,5 миллиона — в Польше и Югославии. Валентино оценивает, что от 1 до 2 миллионов были убиты в Камбодже, от 50 000 до 100 000 в Болгарии, от 80 000 до 100 000 в Восточной Германии, от 60 000 до 300 000 в Румынии, от 400 000 до 1 500 000 в Северной Корее и от 80 000 до 200 000 в Северном и Южном Вьетнаме.
По оценкам авторов, Вежи, Хайденрих, Глейзер, Поссони, Понтон, Цаплин и Нове, в сталинском Советском Союзе и в Китае Мао умерли от 23 до 109 миллионов человек. Чёрная книга коммунизма утверждает, что примерно 94 миллиона человек погибли при всех коммунистических режимах, в то время как Руммель полагал, что около 144,7 миллиона умерли при шести коммунистических режимах. Валентино утверждает, что от 21 до 70 миллионов смертей являются результатом только коммунистических режимов Советского Союза, Китайской Народной Республики и Демократической Кампучии. Джаспер Беккер, автор книги «Голодные призраки», утверждает, что если сложить вместе число погибших от голода, вызванного коммунистическими режимами в Китае, Советском Союзе, Камбодже, Северной Корее, Эфиопии и Мозамбике, то цифра может приблизиться к 90 миллионам. Эти оценки являются тремя наибольшими числами жертв, обвиняемых в коммунизме, по данным любого заметного исследования. Тем не менее, итоговые данные, включающие исследования Вежи, Хайденриха, Глассера, Поссони, Понтона, Цаплина и Нове, не включают другие периоды времени после правления Сталина или Мао, поэтому при включении других коммунистических государств возможно достижение более высоких итоговых показателей. В резолюции от 25 января 2006 года, осуждающей преступления коммунистических режимов, Совет Европы сослался на 94 миллиона человек, которых достигли авторы Чёрной книги коммунизма.
Предложены объяснения расхождениям в оценках числа жертв коммунистических режимов:
- Во-первых, все эти цифры являются оценками, полученными на основе неполных данных. Исследователям часто приходится экстраполировать и интерпретировать имеющуюся информацию, чтобы прийти к своим окончательным цифрам.
- Во-вторых, разные исследователи работают с разными определениями того, что значит быть убитым режимом. Как отмечают некоторые учёные, подавляющее большинство жертв коммунистических режимов погибли не в результате прямого правительственного приказа, а в результате косвенной государственной политики. Нет согласия по вопросу о том, должны ли коммунистические режимы нести ответственность за их смерть, и если да, то в какой степени. Низкие оценки могут учитывать только казни и смерти в трудовых лагерях как случаи убийств, совершённых коммунистическими режимами, в то время как высокие оценки могут быть основаны на аргументе, что коммунистические режимы несут ответственность за все смерти в результате голода или войны.
- Некоторые авторы особо выделяют Сталина и Мао, которые, по общему мнению, несут ответственность за наиболее обширный перечень тяжких преступлений против человечества, но они практически не приводят статистических данных о человеческих жертвах после их правления.
- Другая причина — источники, доступные на момент написания. Более поздние исследователи имеют доступ ко многим официальным архивам коммунистических режимов в Восточной Европе и Советском Союзе. Однако многие архивы в России за период после смерти Сталина до сих пор закрыты.[115]
- Наконец, это сильно политизированная область, в которой почти всех исследователей в то или иное время обвиняли в прокоммунистических или антикоммунистических предубеждениях.[29]

#### Споры о голоде
По словам историка Арча Гетти, более половины из 100 миллионов смертей, приписываемых правлению коммунистической партии, были вызваны голодом. Стефан Куртуа утверждает, что многие коммунистические режимы вызвали голод в своих попытках насильственно коллективизировать сельское хозяйство и систематически использовали его в качестве оружия, контролируя снабжение продовольствием и распределяя его по политическим мотивам. В Чёрной книге коммунизма Кортуа утверждает, что «в период после 1918 года только коммунистические страны пережили такой голод, который привёл к гибели сотен тысяч, а в некоторых случаях и миллионов людей. И снова в 80-е годы две африканские страны, называвшие себя марксистско-ленинскими, Эфиопия и Мозамбик, были единственными странами, которые пострадали от этого смертельного голода».
Учёные Стивен Уиткрофт, Р. У. Дэвис и Марк Таугер отвергают идею о том, что голод в Украине был актом геноцида, который был намеренно осуществлён советским правительством. Гетти утверждает, что «среди учёных, работающих с новыми архивами, преобладает мнение о том, что ужасный голод 1930-х годов был результатом сталинской халатности и жёсткости, а не какого-то плана геноцида». Русский писатель и историк Александр Солженицын 2 апреля 2008 года в «Известиях» высказал мнение, что голод 1930-х годов в Украине ничем не отличался от российского голода 1921 года, поскольку оба были вызваны безжалостным ограблением крестьян большевистскими зернозаготовками.
Панкадж Мишра ставит под сомнение прямую ответственность Мао за Великий китайский голод, отмечая, что «очень много преждевременных смертей произошло также в новых независимых странах, не управляемых неустойчивыми тиранами». Мишра цитирует исследование лауреата Нобелевской премии Амартия Сена, демонстрирующее, что демократическая Индия страдала от более высокой смертности от голода и болезней во второй половине 20 века, чем Китай. Сен писал, что «Индии, кажется, удаётся каждые восемь лет заполнять свой шкаф большим количеством скелетов, чем Китай помещал туда в годы позора».
Бенджамин Валентино утверждает, что «хотя не все смерти от голода в этих случаях были преднамеренными, коммунистические лидеры направили худшие последствия голода против своих предполагаемых врагов и использовали голод как оружие, чтобы заставить миллионы людей подчиниться директивам государства». Дэниэл Голдхаген утверждает, что в некоторых случаях смерть от голода не следует отличать от массового убийства, утверждая, что «когда правительства не облегчили условия голода, политические лидеры решили не говорить „нет“ массовой смерти — другими словами, они сказали „да“». Он утверждает, что голод либо использовался, либо сознательно допускался Советами, немцами, китайскими коммунистами, британцами в Кении, хауса против ибо в Нигерии, красными кхмерами, коммунистическими северокорейцами, эфиопами в Эритрее, Зимбабве против регионов политической оппозиции и политических исламистов в Южном Судане и Дарфуре.
Такие авторы, как Сеум Милн и Джон Винер, раскритиковали упор на коммунизм и исключение колониализма при возложении вины за голод. Милн утверждает, что если Советский Союз будет считаться ответственным за смерть, вызванную голодом в 1920-х и 1930-х годах, то Великобритания будет нести ответственность за целых 30 миллионов смертей в Индии от голода в 19 веке, сетуя: «Существует хвалёная Чёрная книга коммунизма, но нет такого исчерпывающего обвинения в отношении колониального прошлого». Вайнер делает аналогичное утверждение, сравнивая украинский голод и бенгальский голод 1943 года, заявляя, что роль Уинстона Черчилля в Бенгальском голоде «кажется похожей на роль Сталина в украинском голоде». Историк Майк Дэвис, автор Поздневикторианских холокостов, проводит сравнение между Великим голодом в Китае и голодом в Индии конца 19 века и утверждает, что как маоистский режим, так и Британская империя несут одинаковую уголовную ответственность за эти события.
Учёный Майкл Эллман критикует фиксацию на «исключительно сталинском зле», когда речь идёт о чрезмерной смертности от голода, и утверждает, что катастрофический голод был широко распространён в 19 и 20 веках, например, «в Британской империи (Индии и Ирландии), Китае, России и других странах». Эллман утверждает, что возможная защита Сталина и его соратников заключается в том, что «их поведение было не хуже, чем поведение многих правителей в девятнадцатом и двадцатом веках». Он также проводит сравнение с действиями Большой Восьмёрки (G8) в последние десятилетия, заявляя, что «всемирная смерть миллионов людей в последние десятилетия, которая могла быть предотвращена простыми мерами общественного здравоохранения или вылечена применением современной медицины, но не была предотвращена, может рассматриваться некоторыми как массовое убийство — или массовая смерть по преступной халатности — лидеров G8 (которые могли предотвратить эти смерти, но не сделали этого)».

### Культы личности
И антикоммунисты, и коммунисты критиковали культы личности многих коммунистических правителей, особенно культы Сталина, Мао, Фиделя Кастро и Ким Ир Сена. В случае Северной Кореи культ личности Ким Ир Сена был связан с унаследованным лидерством, с наследством сына Кима Ким Чен Ира в 1994 году и внука Ким Чен Ына в 2011 году. Кубинские коммунисты также подвергались критике за планирование унаследованного руководства с преемником Рауля Кастро после болезни его брата в середине 2006 года.

### Политические репрессии
Масштабные политические репрессии при коммунистическом правлении были предметом обширных исторических исследований учёных и активистов с самых разных точек зрения. Ряд исследователей по этой теме — бывшие коммунисты Восточного блока, разочаровавшиеся в своих правящих партиях, такие как Александр Яковлев и Дмитрий Волкогонов. Аналогичным образом, Юн Чжан, один из авторов книги «Неизвестный Мао», в молодости была красногвардейцем. Другие — разочарованные бывшие западные коммунисты, в том числе несколько авторов Чёрной книги коммунизма. Роберт Конквест, ещё один бывший коммунист, стал одним из самых известных писателей о Советском Союзе после публикации своего влиятельного рассказа о Большом терроре в книге «Большой террор», который поначалу не был хорошо принят в некоторых левых кругах западной интеллигенции. После окончания холодной войны большая часть исследований по этой теме была сосредоточена на государственных архивах, ранее засекреченных при коммунистическом правлении.
Уровень политических репрессий в государствах с коммунистическим правлением широко варьировался в зависимости от страны и исторического периода. Самая жёсткая цензура практиковалась Советским Союзом при Сталине (1922—1953), Китаем при Мао во время Культурной революции (1966—1976) и коммунистическим режимом в Северной Корее на протяжении всего его правления (1948- настоящее время). При Сталине политические репрессии в Советском Союзе включали казни жертв Большого террора и крестьян, которых государственные власти считали «кулаками»; система исправительно-трудовых лагерей ГУЛАГ; депортации этнических меньшинств; и массовый голод во время советского голода 1932—1933 годов, вызванный либо бесхозяйственностью правительства, либо, по некоторым сведениям, преднамеренно. Чёрная книга коммунизма также подробно описывает массовый голод в результате Большого скачка в Китае и Поля смерти в Камбодже. Хотя политические репрессии в Советском Союзе были гораздо более масштабными и суровыми по своим методам при Сталине, чем в любой другой период, такие авторы, как Ричард Пайпс, Орландо Файджес и такие работы, как «Чёрная книга коммунизма», утверждают, что правление террора началось в России под руководством Владимира Ленина сразу после Октябрьской революции и продолжалось Красной армией и ЧК над страной во время гражданской войны в России. Оно включало в себя массовые казни сотен тысяч «классовых врагов» ЧК; развитие системы трудовых лагерей, которая впоследствии заложила основу для ГУЛАГов; и политика реквизиции продовольствия во время гражданской войны, которая была частично ответственна за голод, унёсший от трёх до десяти миллионов жизней.
Критика Александра Яковлева политических репрессий при коммунистическом правлении сосредоточена на обращении с детьми, которых он насчитывает миллионы, предполагаемых политических оппонентов. В его рассказах подчёркиваются случаи, когда дети бывших имперских офицеров и крестьян держали в заложниках и иногда расстреливали во время гражданской войны. В его отчёте о Второй мировой войне освещаются случаи, когда дети сдавшихся солдат становились жертвами репрессий со стороны государства. Некоторые дети, отмечает Яковлев, последовали за своими родителями в ГУЛАГ, страдая от особенно высокой смертности. По словам Яковлева, в 1954 году «специально переселённых» детей в возрасте до шестнадцати лет насчитывалось 884 057 человек. Другие были помещены в специальные приюты, находящиеся в ведении тайной полиции, с целью перевоспитания, часто теряя даже свои имена, и считались социально опасными во взрослом возрасте. Другие сообщения сосредоточены на обширных сетях гражданских информаторов, состоящих либо из добровольцев, либо из насильственно завербованных. Эти сети использовались для сбора разведданных для правительства и сообщения о случаях инакомыслия. Во многих отчётах о политических репрессиях в Советском Союзе упоминаются случаи, когда внутренние критики были классифицированы как психически больные (страдающие такими расстройствами, как вялотекущая шизофрения) и помещены в психиатрические больницы. Тот факт, что рабочим в Советском Союзе не разрешалось создавать независимые негосударственные профсоюзы, также был представлен как случай политических репрессий в Советском Союзе. В различных исследованиях, подчёркивающих связь между политическими репрессиями и коммунистическим правлением, основное внимание уделяется подавлению внутренних восстаний военной силой, таких как Тамбовское восстание и Кронштадтское восстание во время гражданской войны в России, а также протесты на площади Тяньаньмэнь в 1989 году в Китае. Бывший коммунистический диссидент Милован Джилас, среди прочих, сосредоточился на взаимосвязи между политическими репрессиями и ростом нового мощного класса партийных бюрократов, называемого номенклатурой, который возник при коммунистическом правлении и эксплуатировал остальное население.

### Политическая система
Историк Энн Эпплбаум утверждает, что «без исключения ленинская вера в однопартийное государство была и является характерной для каждого коммунистического режима» и «большевистское применение насилия повторялось в каждой коммунистической революции». Фразы Владимира Ленина и основателя ЧК Феликса Дзержинского были распространены по всему миру. Эпплбаум отмечает, что ещё в 1976 году Менгисту Хайле Мариам развязал красный террор в Эфиопии. Ленин цитирует слова своих коллег по большевистскому правительству: «Если мы не готовы стрелять в диверсанта и белогвардейца, что это за революция?»
Историк Роберт Конквест подчеркнул, что такие события, как сталинские чистки, не противоречили принципам ленинизма, а скорее были естественным следствием системы, созданной Лениным, который лично приказывал убивать локальные группы заложников классового врага. Александр Яковлев, архитектор перестройки и гласности, а затем глава президентской комиссии по делам жертв политических репрессий, развивает этот момент, заявляя: «Правда в том, что в карательных операциях Сталин не придумал ничего, чего не было при Ленине: расстрелов, взятия заложников, концлагерей и всего прочего». Историк Роберт Геллатли соглашается, утверждая, что «[и] другими словами, Сталин инициировал очень мало того, что Ленин ещё не представил или не предвидел».
Философ Стивен Хикс из Рокфордского колледжа приписывает насилие, характерное для правления коммунистической партии 20-го века, с отказом этих коллективистских режимов от защиты гражданских прав и отказом от ценностей гражданского общества. Хикс пишет, что в то время как «на практике каждая либеральная капиталистическая страна имеет солидный послужной список гуманности, уважения прав и свобод и возможности для людей строить плодотворную и содержательную жизнь», при правлении коммунистической партии «практика снова и снова доказывает, что она более жестока, чем худшие диктатуры до двадцатого века. Каждый социалистический режим превратился в диктатуру и начал убивать людей в огромных масштабах».
Автор Эрик Д. Вайц говорит, что такие события, как массовые убийства в коммунистических государствах, являются естественным следствием нарушения верховенства закона, которое обычно наблюдается в периоды социальных потрясений в 20 веке. Как для коммунистических, так и для некоммунистических массовых убийств, «геноцид происходил в моменты крайнего социального кризиса, часто порождённого самой политикой режимов». Согласно этой точке зрения, массовые убийства не неизбежны, а являются политическими решениями. Исследователь советских и коммунистических исследований Стивен Роузфилд пишет, что коммунистическим правителям приходилось выбирать между сменой курса и «террористическим командованием» и чаще всего выбирали последнее. Социолог Майкл Манн утверждает, что отсутствие институциональных структур власти означало, что хаотическое сочетание централизованного контроля и партийной фракционности было факторами событий.

### Социальное развитие
Начиная с первого пятилетнего плана в Советском Союзе в конце 1920-х — начале 1930-х годов, советские лидеры придерживались стратегии экономического развития, концентрируя экономические ресурсы страны на тяжёлой промышленности и обороне, а не на потребительских товарах. Эта стратегия позже была принята в той или иной степени коммунистическими лидерами Восточной Европы и третьего мира. Для многих западных критиков коммунистических стратегий экономического развития отсутствие обычных на Западе потребительских товаров в Советском Союзе было примером того, как коммунистическое правление привело к снижению уровня жизни.
Утверждение, что коммунистическое правление привело к снижению уровня жизни, резко контрастировало с аргументами коммунистов, хвастающимися достижениями социальных и культурных программ Советского Союза и других коммунистических государств. Например, советские лидеры хвастались гарантированной занятостью, субсидируемыми продуктами питания и одеждой, бесплатным медицинским обслуживанием, бесплатными услугами по уходу за детьми и бесплатным образованием. Советские лидеры также рекламировали ранние достижения в области равенства женщин, особенно в исламских районах советской Средней Азии. Коммунисты из Восточной Европы часто рекламировали высокий уровень грамотности по сравнению со многими частями развивающегося мира. Феномен под названием Остальгия, ностальгия по жизни при советской власти, был отмечен среди бывших членов коммунистических стран, ныне живущих в западных капиталистических государствах, особенно среди тех, кто жил в бывшей Восточной Германии.
Влияние коммунистического режима на уровень жизни подвергалось резкой критике. Юн Чжан подчёркивает, что миллионы людей погибли от голода в коммунистическом Китае и Северной Корее. В некоторых исследованиях делается вывод, что восточные немцы были ниже ростом, чем западные, вероятно, из-за различий в таких факторах, как питание и медицинское обслуживание. По мнению некоторых исследователей, удовлетворённость жизнью в Восточной Германии возросла после воссоединения. Критики советской власти утверждают, что советская система образования была полна пропаганды и низкого качества. Исследователи правительства США указали на тот факт, что Советский Союз тратил на здравоохранение гораздо меньше, чем в западных странах, и отметили, что качество советского здравоохранения ухудшалось в 1970-х и 1980-х годах. Кроме того, на Западе отмечалась неспособность советских пенсионных и социальных программ обеспечить адекватную защиту.
После 1965 года ожидаемая продолжительность жизни начала стагнировать или даже снижаться, особенно для мужчин, в Советском Союзе и Восточной Европе, в то время как в Западной Европе она продолжала расти. Это расхождение между двумя частями Европы продолжалось в течение трёх десятилетий, что привело к глубокому разрыву в середине 1990-х годов. Ожидаемая продолжительность жизни резко снизилась после перехода к рыночной экономике в большинстве стран бывшего Советского Союза, но теперь, возможно, начала расти в странах Прибалтики. В некоторых странах Восточной Европы продолжительность жизни начала расти сразу после падения коммунизма. Предыдущее снижение для мужчин продолжалось какое-то время в некоторых странах Восточной Европы, таких как Румыния, прежде чем начало расти.
В книге «Политика недобросовестности» консервативный писатель Дэвид Горовиц нарисовал картину ужасающего уровня жизни в Советском Союзе. Горовиц утверждал, что в 1980-х годах в Советском Союзе было распространено нормирование мяса и сахара. Горовиц привёл исследования, согласно которым среднее потребление красного мяса советским гражданином вдвое меньше, чем было у подданного царя в 1913 году, что чернокожие при апартеиде в Южной Африке имеют больше автомобилей на душу населения и что средняя мать на социальном обеспечении в США получает за месяц больше дохода, чем средний советский рабочий может заработать за год. По словам Горовица, единственной областью потребления, в которой Советский Союз преуспел, было употребление крепких напитков. Горовиц также отметил, что две трети домохозяйств не имели горячей воды, а треть вообще не имела водопровода. Горовиц процитировал правительственную газету «Известия», отметив, что типичная рабочая семья из четырёх человек была вынуждена прожить восемь лет в одной комнате размером восемь на восемь футов, прежде чем стало доступно немного лучшее жильё. Обсуждая нехватку советского жилья, Горовиц заявил, что нехватка жилья была настолько острой, что все время 17 процентов советских семей приходилось физически разлучать из-за отсутствия достаточного пространства. В трети больниц не было водопровода, а подкуп врачей и медсестёр для получения достойного медицинского обслуживания и даже таких удобств, как одеяла, в советских больницах был не только обычным, но и повседневным делом. Обсуждая советское образование, Горовиц заявил, что только 15 процентов советской молодёжи могли посещать высшие учебные заведения по сравнению с 34 процентами в Соединённых Штатах. Однако значительная часть граждан многих бывших коммунистических государств сегодня говорят, что уровень жизни снизился после окончания холодной войны, при этом большинство граждан бывшей Восточной Германии и Румынии, по результатам опроса, утверждают, что при коммунизме жизнь была лучше.
Что касается уровня жизни, экономист Майкл Эллман утверждает, что в международных сопоставлениях государства социалистических стран выгодно отличаются от капиталистических стран по таким показателям здоровья, как младенческая смертность и продолжительность жизни. Амартия Сен в своём собственном анализе международных сравнений продолжительности жизни обнаружил, что несколько коммунистических стран добились значительных успехов, и заметил: «Одна мысль, которая неизбежно возникает, заключается в том, что коммунизм хорош для борьбы с бедностью». Бедность резко возросла после распада Советского Союза в 1991 году, увеличившись втрое до более чем одной трети населения России всего за три года.

## Левая критика
Коммунистические страны, государства, районы и местные сообщества были основаны на правлении партий, провозглашающих своей основой марксизм-ленинизм, идеологию, которую поддерживают не все марксисты, коммунисты и левые. Многие коммунисты не согласны со многими действиями, предпринятыми правящими коммунистическими партиями в XX веке.
Левые элементы, которые выступали против большевистских планов до того, как они были реализованы на практике, включали ревизионистских марксистов, таких как Эдуард Бернштейн, которые отрицали необходимость революции. Анархисты (которые расходились с Марксом и его последователями после раскола в Первом Интернационале), многие социалисты-революционеры и марксисты-меньшевики поддержали свержение царя, но решительно выступили против захвата власти Лениным и большевиками.
Критика коммунистического правления слева продолжалась и после создания Советского государства. Анархист Нестор Махно возглавлял Революционную повстанческую армию Украины против большевиков во время Гражданской войны в России, а эсер Фанни Каплан пыталась убить Ленина. Бертран Рассел посетил Россию в 1920 году и оценил большевиков как умных, но невежественных и безыдейных людей. В своих книгах о Советской России после революции, «Моё разочарование в России» и «Моё дальнейшее разочарование в России» Эмма Гольдман осудила подавление кронштадтского восстания как «бойню». В конце концов левые эсеры порвали с большевиками.

### Антиревизионисты
Антиревизионисты (в том числе радикальные марксистско-ленинские фракции, ходжаисты и маоисты) критикуют правление коммунистических государств, утверждая, что они были государственно-капиталистическими государствами, управляемыми ревизионистами. Хотя периоды и страны, определяемые как госкапиталистические или ревизионистские, варьируются в зависимости от различных идеологий и партий, все они признают, что Советский Союз был социалистическим во времена Сталина. Маоисты считают, что Китайская Народная Республика стала госкапиталистической после смерти Мао. Ходжаисты считают, что Китайская Народная Республика всегда была государственно-капиталистической, и поддерживают Социалистическую Албанию как единственное социалистическое государство после Советского Союза при Сталине.

### Левые коммунисты
Левые коммунисты заявляют, что «коммунистические» или «социалистические» государства или «народные государства» на самом деле были государственно-капиталистическими и поэтому не могут быть названы «социалистическими». Одними из первых критиков ленинизма были немецко-голландские левые коммунисты, в том числе Герман Гортер, Антон Паннекук и Пауль Маттик. Хотя большинство левых коммунистов положительно относятся к Октябрьской революции, их анализ заключает, что ко времени восстания в Кронштадте революция выродилась из-за различных исторических факторов. Роза Люксембург была ещё одной коммунисткой, которая не соглашалась с организационными методами Ленина, которые в конечном итоге привели к созданию Советского Союза.
Амадео Бордига писал о своём взгляде на Советский Союз как на капиталистическое общество. В отличие от работ троцкистов, труды Бордиги о капиталистической природе советской экономики также сосредоточены на аграрном секторе. Бордига демонстрировал некую теоретическую жёсткость, которая одновременно раздражала и эффективно позволяла ему смотреть на вещи по-другому. Он хотел показать, как существовали капиталистические общественные отношения в колхозе и совхозе, один — в кооперативном хозяйстве, а другой — в прямом наемно-трудовом совхозе. Он подчеркнул, как много в аграрном производстве зависит от небольших частных участков (он писал в 1950 году), и довольно точно предсказал темпы, с которыми Советский Союз начнёт импортировать пшеницу после того, как Россия была таким крупным экспортёром с 1880-х по 1914 год. В концепции Бордиги Сталин, а затем Мао, Хо Ши Мин и Че Гевара были «великими романтическими революционерами» в смысле XIX века, то есть буржуазными революционерами. Он считал, что сталинские режимы, возникшие после 1945 года, были всего лишь продолжением буржуазной революции, то есть экспроприации класса прусских юнкеров Красной Армией посредством аграрной политики и развития производительных сил.

### Маоисты и троцкисты
После раскола между Львом Троцким и Сталиным троцкисты утверждали, что Сталин превратил Советский Союз в бюрократическое и репрессивное однопартийное государство и что все последующие коммунистические государства в конечном итоге пошли по аналогичному пути, поскольку копировали сталинизм. Троцкисты используют различные термины для определения таких государств, такие как «выродившееся рабочее государство» и «деформированное рабочее государство», «государственно-капиталистическое» или «бюрократический коллективизм». Хотя троцкисты являются ленинцами, есть и другие марксисты, которые полностью отвергают ленинизм, утверждая, что ленинский принцип демократического централизма был источником отхода Советского Союза от коммунизма. Маоисты считают Советский Союз и большинство его сателлитов «государственно-капиталистическими» в результате десталинизации, а некоторые из них рассматривают в этом свете и современный Китай.

### Другие социалисты
В октябре 2017 года Натан Дж. Робинсон написал статью «Как быть социалистом, не будучи апологетом злодеяний коммунистических режимов», утверждая, что «невероятно легко быть одновременно сторонником социализма и против преступлений, совершённых коммунистическими режимами 20-го века. Все, что для этого требуется, — это последовательное и принципиальное противодействие авторитаризму».

## Ответ
Некоторые учёные и писатели утверждают, что антикоммунистические нарративы преувеличивают масштабы политических репрессий и цензуры в государствах под властью коммунистической партии и проводят сравнения с тем, что они считают злодеяниями, совершенными капиталистическими странами, особенно во время холодной войны. Среди них Марк Ааронс, Винсент Бевинс, Ноам Хомский, Джоди Дин, Кристен Годси, Сеумас Милн и Майкл Паренти.
Паренти утверждает, что коммунистические государства пережили большее экономическое развитие, чем они могли бы в противном случае, или что их лидеры были вынуждены принять жёсткие меры для защиты своих стран от западного блока во время холодной войны. Вдобавок Паренти заявляет, что правление коммунистической партии обеспечивало некоторые права человека, такие как экономические, социальные и культурные права, которых нет в капиталистических государствах, например, что со всеми обращаются одинаково, независимо от образования или финансовой стабильности; что любой гражданин может сохранить работу; или что существует более эффективное и равное распределение ресурсов. Профессора Пол Гриди и Оливия Болл сообщают, что коммунистические партии требовали от западных правительств включить экономические права во Всеобщую декларацию прав человека.
Профессор Дэвид Л. Хоффманн утверждает, что многие действия коммунистической партии были основаны на реакции западных правительств во время Первой мировой войны и что коммунистическое партийное правление институционализировало их. Отмечая «его жестокости и неудачи», Милн утверждает, что «быстрая индустриализация, массовое образование, гарантия занятости и огромные успехи в социальном и гендерном равенстве» не учитываются, а доминирующий рассказ о правлении коммунистической партии «не даёт представления о том, как коммунистические режимы обновились после 1956 года или почему западные лидеры опасались, что они могут обогнать капиталистический мир вплоть до 1960-х годов».